# Antonio Rodio
Antonio Rodio (* 25. Januar 1904 in Crispiano, Provinz Tarent, Apulien, Italien; † 1. Juni 1980 in Viña del Mar, Chile) war ein argentinischer Geiger, Bandleader und Tangokomponist italienischer Herkunft.

## Leben
Rodio kam als Kind mit seiner Familie nach Argentinien und hatte dort bis 1912 den ersten Violinunterricht bei Mario Rossner. Darauf erwarb er am Conservatorio Thibaud-Piazzini den Abschluss als Konzertgeiger und am Rosengger-Konservatorium den Abschluss als Professor für Violine. Bereits elfjährig spielte er Geige im Orquesta Clásica des Cine Empire. Nachdem er einen Wettbewerb gewonnen hatte, wurde er Mitglied und bald darauf Konzertmeister im Orquesta Clásica del Teatro Colón. Nach dem Abschluss seines Studiums schloss er sich gleich seinem Studienfreund Carlos Marcucci und Arturo Bernstein dem Orchester Ángel Danesis an.
1923 wurde er Mitglied eines Quartetts mit Marcucci, dem Geiger José Di Clemente und dem Pianisten  Alfonso Lacueva, das Recitals bei Radio Sud América gab. Außerdem trat er mit Musikern wie Osvaldo Fresedo und Domingo Santa Cruz und einer Gruppe mit Carlos Vicente Geroni Flores (Klavier), César Ginzo und Roberto Dolard (Bandoneon), Alberto Mercy (Geige) und Luis Bernstein (Kontrabass) auf. Bei der Eröffnung des Cabarets Charleston spielte er mit einem Sextett Marcuccis (mit Marcucci und Salvador Grupillo, Bandoneon; ihm selbst und José Rosito, Geige; Alfonso Lacueva, Klavier; Olindo Sinibaldi, Kontrabass), dem er zwei Jahre lang angehörte.
Im Duo mit dem Pianisten Enrique Delfino nahm Rodio Anfang 1929 mehrere Tangos beim Label Odeon auf. Im gleichen Jahr wurde er Mitglied im neuen Orchester Pedro Maffias, das besetzt war mit den Bandoneonisten Maffia und Gabriel Clausi, den Geigern Emilio Puglisi, José Abbati und Rodio selbst, dem Pianisten Lalo Scalise, dem Cellisten Nerón Ferrazzano und dem Kontrabassisten Francisco De Lorenzo und im Januar 1930 seine ersten Auftritte hatte. Daneben begleitete er mit dem Pianisten Rodolfo Biagi Carlos Gardel bei mehreren Aufnahmen. Mit Enrique Delfino und Manuel Parada begleitete er in den 1930er Jahren u. a. Sofía Bozán, Ada Falcón, Azucena Maizani und Agustín Magaldi. Zwischen 1934 und 1936 war er zudem mit Alfredo Malerba und Daniel Álvarez (später Héctor Artola) Begleiter von Libertad Lamarque.
1936 gründete Rodio mit den Bandoneonisten Héctor Artola und Miguel Bonano, dem Pianisten Miguel Nijensohn und dem Sänger Francisco Fiorentino die Gruppe Los Poetas del Tango, die bei Radio Belgrano auftrat. Nach der Auflösung der Gruppe schloss er sich dem Orchester Eduardo Ferris an und bildete ab 1937 ein Quartett mit Enrique Rodríguez, Gabriel Clausi und Eduardo Ferri. Als Roberto Maida, der ehemalige Sänger Francisco Canaros 1939 ein eigenes Orchester gründete, wurde Rodio Mitglied in diesem. Besetzt war es mit Pedro Maffia und Gabriel Clausi (Bandoneon), Rodio und Tomás Cervo (Geige), Lalo Scalise (Klavier) und Francisco De Lorenzo (Kontrabass); als Dirigent fungierte Argentino Galván.
Im Jahr 1941 gründete Rodio ein eigenes Orchester, das mit prominenten Tangomusikern besetzt war: Héctor Stamponi, Carlos Parodi, Antonio Ríos, Ernesto Rossi, Mario Demarco, Eduardo Rovira, Luis Bonnat, Tomás Cervo, Juan José Fantín, Máximo Mori, Jaime Gosis und die Sänger Alberto Serna und Mario Pomar (und gelegentlich Antonio Rodríguez Lesende) gehörten ihm an. Es debütierte bei Radio Splendid, trat bei den Karnevalsbällen und im Café El Nacional und Germinal auf und nahm 1943–44 sechzehn Titel beim Label Odeon auf.
1945 unternahm er mit Miguel Caló eine Tournee durch mehrere südamerikanische Länder. In Chile trennte er sich von Caló und wurde nach seiner Rückkehr nach Buenos Aires Mitglied im Orchester Francisco Rotundos. 1949 kehrte er nach Chile zurück. Mit dem Orchester Gabriel Clausis (mit Vicente Toppi, Astor Piazzolla, Héctor Montenegro, Antonio Rossi, Luis Piersantelli, Leopoldo Amoroso und Francisco De Lorenzo) trat er im Casino von Viña del Mar auf. Als Clausi nach Argentinien zurückkehrte, blieb Rodio in der Stadt.
Er gründete eine neue Formation, mit der er weiter im Casino der Stadt auftrat, und gründete 1954 mit Izidor Handler und Ernesto Zahr das Orquesta Sinfónica de Viña del Mar. Er wurde außerdem Mitglied des Orquesta de Cámara de la Universidad de Chile und des Orquesta de Cámara de la Universidad Católica de Viña del Mar und Erster Geiger des Orquesta Estable del Festival de la Canción de Viña del Mar.

## Kompositionen
- Maldita
- Sin rabia y sin pena
- Yerba mala
- Rosa celeste
- Mirándote en los ojos
- Y la perdí
- Si yo te contara
- Igual que Dios
- Parece mentira
- Cosas olvidadas
- Sin amor
- Angustia
- Amor brujo
- Amor amor
- Yo no puedo comprender
- Corazón qué has hecho